# کشیم گردن‌سیاه
کشیم گردن‌سیاه یا سیاه‌کشیم (نام علمی: Podiceps nigricollis) گونه‌ای کشیم از تیرهٔ کشیمیان پرندگان آبی است. این پرنده در شمال آسیا، اروپای شرقی، شرق چین، ژاپن، غرب آمریکای شمالی، مکزیک، و به صورت زمستان‌گذران در جنوب آفریقا حضور دارد.

## توصیف ظاهری
طول کشیم گردن‌سیاه ۳۱ سانتی‌متر و از کشیم گوشک‌دار اندکی کوچکتر است. در فصل جفت‌گیری، سر و گردن و گوش آن به رنگ سیاه می‌شود. گوشپرهای این پرنده به رنگ طلایی و همانند بادبزن هستند. روتنه آن سیاه و حاشیهٔ شکم به رنگ بلوطی است. در زمستان، سر، تارک و پشت گردن سیاه رنگ، روتنه قهوه‌ای مایل به سیاه و زیر تنه به رنگ سفید می‌شود. در زیر چشم‌ها و گلوی این پرنده، لکهٔ مشخص سفیدی وجود دارد که تا پشت چشم‌ها امتداد پیدا می‌کند.

## زیستگاه
این پرنده، زمستان‌ها، عمدتاً در دریاچه‌ها و آب‌های کرانه‌ای به سر می‌برد. در ایران، زمستان‌ها به نسبت فراوان است. در تابستان‌ها و فصل تخم‌گذاری به تالاب‌ها، برکه‌های به نسبت عمیق، و نواحی باتلاقی دارای پوشش گیاهی کوچ می‌کند.

## نگارخانه

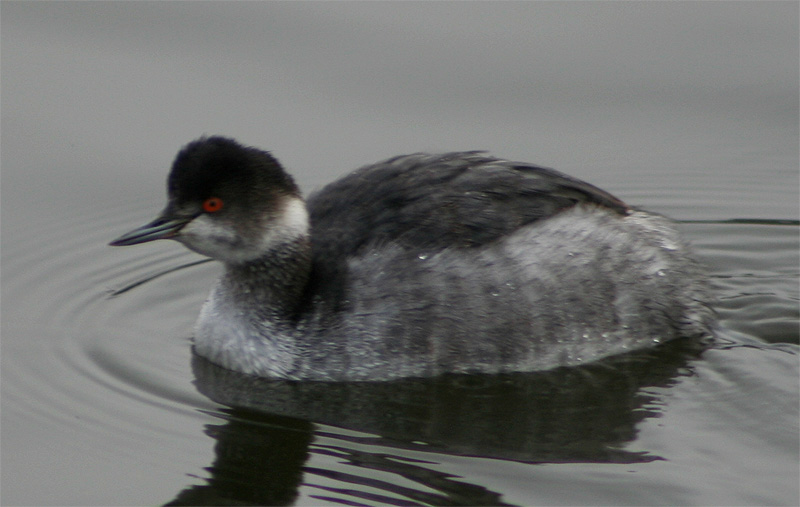
کشیم گردن‌سیاه در پرهای غیر فصل جفت‌گیری
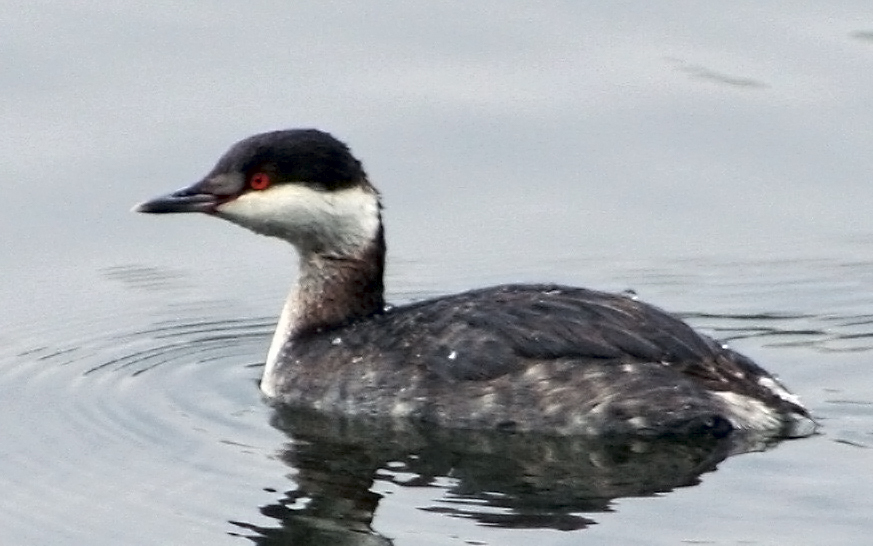
کشیم گوشک‌دار در پرهای غیر فصل جفت‌گیری (مقایسه)
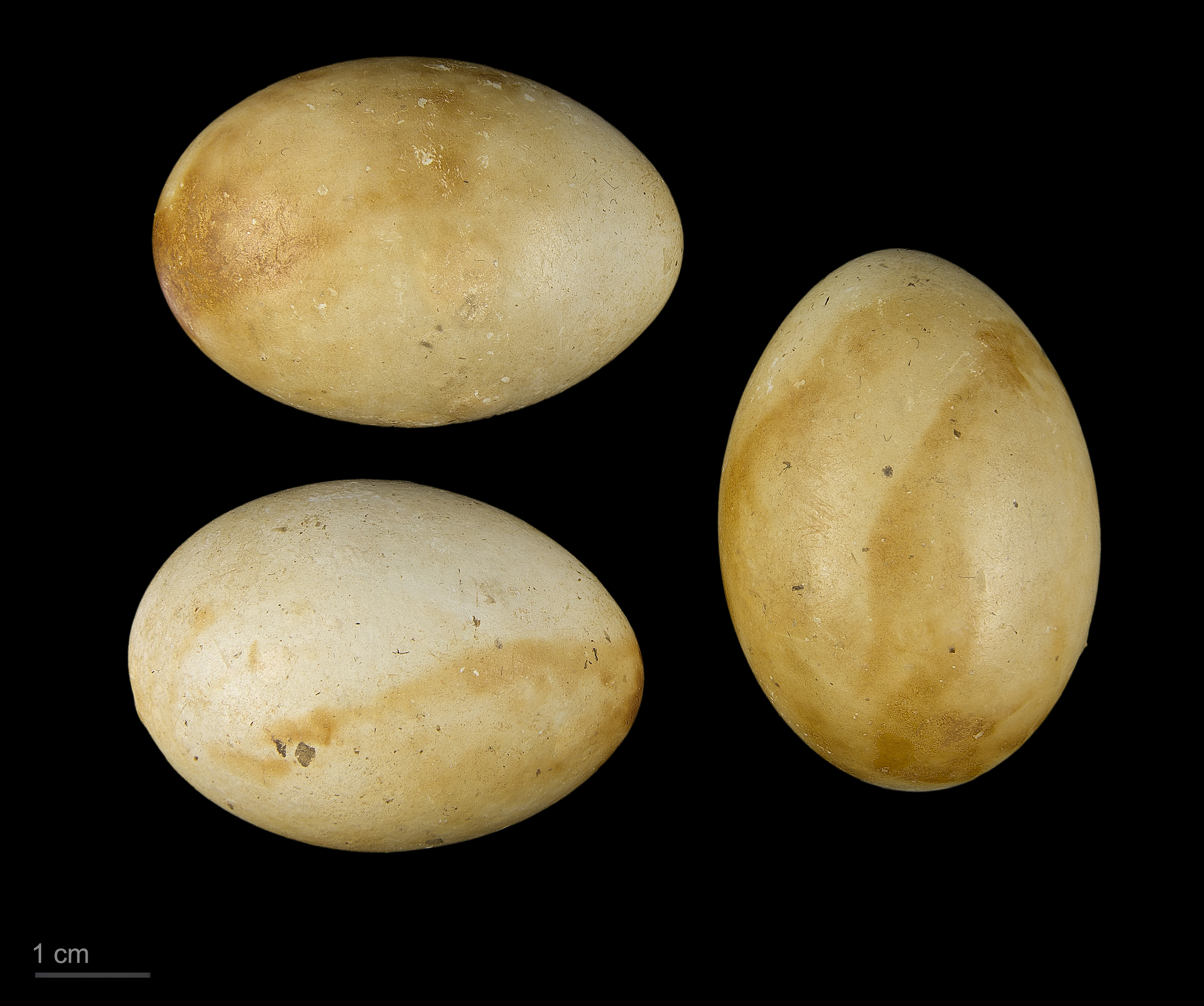
Museum specimen